# すてらめいと・ジャパン
株式会社すてらめいとジャパンは、大阪府大阪市北区に本社を置く、エステティックサロンを経営する企業である。

## 概要
女性用エステサロンを大阪府、京都府、兵庫県に展開をしている。エステサロンの他に化粧品の販売なども手がけている。

## 沿革
- 1980年4月 - 創業[1]
- 1995年 - 本社を大阪市北区「日本生命天六ビル」に移転
- 2005年 - 本社を大阪市北区「すてらめいとビル」に移転